# Stellar Regions
Albums de John Coltrane
Expression
(1967)
Stellar Regions de John Coltrane est un disque de free jazz produit à titre posthume, en 1995, par Bob Thiele avec la complicité d'Alice Coltrane sur le label Impulse!.

## Historique
Les onze morceaux de cet album proviennent tous des séances d'enregistrement du 15 février 1967, soit une semaine avant celles du fameux duo que l'on trouve dans Interstellar Space. Les bandes furent retrouvées par Alice Coltrane en 1994.

Certaines de ces pièces musicales n'ont pas été titrées directement par Coltrane.

## Titres
Toute la musique est composée par John Coltrane.
| No  | Titre                           | Durée |
| --- | ------------------------------- | ----- |
| 1.  | Seraphic Light                  | 8:54  |
| 2.  | Sun Star                        | 6:05  |
| 3.  | Stellar Regions                 | 3:31  |
| 4.  | Iris                            | 3:50  |
| 5.  | Offering                        | 8:20  |
| 6.  | Configuration                   | 4:01  |
| 7.  | Jimmy's Mode                    | 5:58  |
| 8.  | Tranesonic                      | 4:14  |
| 9.  | Stellar Regions (Autre version) | 4:37  |
| 10. | Sun Star (Autre version)        | 8:05  |
| 11. | Tranesonic (Autre version)      | 2:48  |

## Musiciens
- John Coltrane : Saxophone
- Alice Coltrane : Piano
- Jimmy Garrison : Contrebasse
- Rashied Ali : Batterie